# Sequestro di persona (romanzo)
Sequestro di persona (titolo originale The Kidnap Murder Case) è un romanzo poliziesco del 1936 di S.S. Van Dine, il decimo della serie che vede protagonista l'investigatore dilettante, critico d'arte e collezionista Philo Vance.

## Storia editoriale
Secondo il biografo di Van Dine John Loughery, il titolo originariamente scelto dall'autore era The Purple Murder Case..

## Trama
I Kenting sono un'antica famiglia dell'aristocrazia del Sud trapiantata a New York, un tempo ricca ma ormai non più particolarmente prosperosa. Il rampollo più giovane, Kaspar Kenting, è notoriamente un giocatore d'azzardo, spesso indebitato fino al collo. Perciò, quando una mattina d'estate si scopre che Kaspar è scomparso nel corso della notte e nella sua stanza viene ritrovato un messaggio che chiede 50.000 dollari di riscatto, la polizia e il procuratore distrettuale all'inizio sono piuttosto scettici e pensano a un finto rapimento inscenato dall'uomo per procurarsi, a spese del fratello Kenyon (che controlla il patrimonio di famiglia) il denaro necessario a pagare i suoi debiti. L'ipotesi viene rafforzata dalla scoperta che mancano pigiama, pettine e spazzolino di Kaspar, il che è poco compatibile con un sequestro contro la sua volontà. Solo Philo Vance, investigatore dilettante amico del procuratore distrettuale Markham, interpreta in maniera diversa gli indizi materiali e inizia a sospettare che dietro l'apparente sequestro o finto sequestro si nasconda un crimine ancora più efferato.

## Personaggi Principali
- Philo Vance - investigatore dilettante
- John F.X. Markham - procuratore distrettuale
- Ernest Heath - sergente di polizia
- Currie - maggiordomo di Philo Vance
- Kenyon Kenting - agente di cambio
- Kaspar Kenting - playboy e giocatore d'azzardo
- Madeline Kenting - moglie di Kaspar
- Porter Quaggy - amico di Kaspar
- Signora Andrews Falloway - madre di Madeline
- Fraim Falloway - fratello di Madeline
- Eldridge Fleel - avvocato della famiglia Kenting
- Weem - maggiordomo dei Kenting
- Gertrude - cuoca dei Kenting, moglie di Weem
- Snitkin, Hennessey, Guilfoyle, Sullivan, Burke - poliziotti
- McLaughlin - agente di pattuglia
- Capitano Dubois, detective Bellamy - esperti di impronte digitali

## Critica
"The Kidnap Murder Case (1936) aggiunge più azione fisica di quanto le solite trame cerebrali di Van Dine consentano, forse come tentativo di tenersi al passo con stili più popolari. Questo libro ha anche una trama ben costruita. [...] Una scena di suspense ben fatta ruota intorno alla consegna del denaro del riscatto in un albero di Central Park, insieme con la sorveglianza da parte della polizia. Questo mostra il tipo di  elaborati stratagemmi della polizia che si ritrova nei lavori di Frederick Irving Anderson. [...] Come in The Bishop Murder Case il secondo delitto è un'eco surrealistica del primo."

## Edizioni
- S.S. Van Dine, Sequestro di persona, traduzione di Pietro Ferrari, collana I Classici del Giallo Mondadori (n. 725), Mondadori, 1994.